# Академическая гребля на летних Олимпийских играх 1936
Соревнования по академической гребле на летних Олимпийских играх 1936 года проводились только среди мужчин. В соревнованиях приняли участие 314 спортсменов из 24 стран. В соревнованиях по академической гребле на Играх в Берлине дебютировали представители Югославии и Эстонии. Аргентинские спортсмены завоевали первые в истории страны медали в гребле.

## Общий медальный зачёт
| Место | Страна         | Золото | Серебро | Бронза | Всего |
| ----- | -------------- | ------ | ------- | ------ | ----- |
| 1     | Германия       | 5      | 1       | 1      | 7     |
| 2     | Великобритания | 1      | 1       | 0      | 2     |
| 3     | США            | 1      | 0       | 1      | 2     |
| 4     | Италия         | 0      | 2       | 0      | 2     |
| 5     | Швейцария      | 0      | 1       | 1      | 2     |
| 6     | Дания          | 0      | 1       | 0      | 1     |
| 6     | Австрия        | 0      | 1       | 0      | 1     |
| 8     | Франция        | 0      | 0       | 2      | 2     |
| 9     | Польша         | 0      | 0       | 1      | 1     |
| 9     | Аргентина      | 0      | 0       | 1      | 1     |

## Медалисты
| Дисциплина                      | Золото | Серебро | Бронза |
| ------------------------------- | --- | --- | --- |
| Одиночки подробнее              | Густав Шефер Германия | Йозеф Хазенёрль Австрия | Дэниел Барроу США |
| Двойки парные                   | Великобритания · Джек Бересфорд · Дик Саутвуд                                                                                          | Германия · Вилли Кайдель · Йоахим Пирш | Польша · Ежи Уступский · Роджер Верей |
| Двойки распашные без рулевого   | Германия · Вилли Айхорн · Уго Штраус                                                                                                   | Дания · Харри Ларсен · Петер Олсен | Аргентина · Хулио Курателья · Орасио Подеста |
| Двойки распашные с рулевым      | Германия · Герхард Густман · Херберт Адамски · Дитер Аренд                                                                             | Италия · Альмиро Бергамо · Гвидо Сантин · Лучиано Негрини | Франция · Марко Фуркад · Жорж Тапи · Ноэль Вандернотт |
| Четвёрки распашные без рулевого | Германия · Рудольф Экштайн · Антон Ром · Мартин Карль · Вильгельм Менне                                                                | Великобритания · Томас Бристоу · Алан Баретт · Питер Джексон · Джон Стеррок                                                                                           | Швейцария · Херман Бечарт · Ханс Хомбергер · Алекс Хомбергер · Карл Шмид                                                                                 |
| Четвёрки распашные с рулевым    | Германия · Ханс Майер · Вальтер Фолле · Эрнст Габер · Пауль Зёлльнер · Фриц Бауэр                                                      | Швейцария · Херман Бечарт · Ханс Хомбергер · Алекс Хомбергер · Карл Шмид · Рольф Шпринг                                                                               | Франция · Фернан Вандернотт · Марсель Вандернотт · Марсель Косма · Марсель Шовинье · Ноэль Вандернотт                                                    |
| Восьмёрки                       | США · Херберт Моррис · Чарльз Дей · Гордон Адам · Джон Уайт · Джеймс Макмиллин · Джордж Хант · Джозеф Ранц · Дональд Хьюм · Роберт Мок | Италия · Гульельмо дель Бимбо · Дино Барзотти · Оресте Гросси · Энцо Бартолини · Марио Кеккаччи · Данте Зекки · Отторино Квальерини · Энрико Гарцелли · Чезаре Милани | Германия · Альфред Рик · Хельмут Радах · Ханс Кушке · Хайнц Кауфман · Герд Фёльс · Вернер Лёкле · Ханс-Йоахим Ханнеман · Херберт Шмидт · Вильгельм Малов |